# Carlos Magno
Carlos Magno ou Carlos, o Grande (em latim: Carolus Magnus, em alemão:  Karl der Große, em francês:  Charlemagne) (2 de abril de 742 – Aachen, 28 de janeiro de 814) foi Rei dos Francos a partir de 768, Rei dos Lombardos a partir de 774 e Imperador dos Romanos a partir do ano 800. Durante o início da Idade Média, Carlos Magno uniu a maior parte da Europa ocidental e central. Ele foi o primeiro imperador reconhecido a governar a Europa Ocidental desde a queda do Império Romano do Ocidente cerca de três séculos antes. O Estado franco expandido que Carlos Magno fundou é conhecido como o Império Carolíngio. Mais tarde, ele foi canonizado pelo antipapa Pascoal III, ato considerado inválido. Atualmente é objeto de debate se o imperador teria sido ou não pelo menos beatificado, o que seria um passo no caminho da santidade segundo a Igreja Católica tradicional.
Carlos Magno era o filho mais velho de Pepino, o Breve e Berta de Laon, nascido antes de seu casamento canônico. Ele se tornou rei dos francos em 768 após a morte de seu pai, inicialmente como co-governante ao lado de seu irmão Carlomano I, até a morte deste último em 771. Como único governante, ele continuou a política de seu pai em relação ao papado e se tornou seu protetor, removendo os lombardos do poder no norte da Itália e liderando uma incursão na Espanha muçulmana. Ele fez campanha contra os saxões a leste, cristianizando-os sob ameaça de pena de morte. Ele atingiu o auge de seu poder em 800, quando foi coroado "imperador dos romanos" pelo Papa Leão III no dia de Natal na Antiga Basílica de São Pedro, em Roma.
Carlos Magno foi chamado de "Pai da Europa" (Pater Europae), pois uniu a maior parte da Europa ocidental pela primeira vez desde o Império Romano e uniu partes da Europa que nunca estiveram sob domínio franco ou romano. Seu governo estimulou o Renascimento carolíngio, um período de atividade cultural e intelectual enérgica dentro da Igreja Ocidental. A Igreja Ortodoxa Oriental via Carlos Magno menos favoravelmente devido ao seu apoio ao filioque e ao fato de o Papa o ter preferido como imperador ao invés de Irene de Atenas, a primeira monarca mulher do Império Bizantino. Essas e outras disputas levaram à eventual divisão posterior de Roma e Constantinopla no Grande Cisma de 1054.
Carlos Magno morreu em 814. Ele foi sepultado na Catedral de Aachen, em sua capital imperial de Aachen. Ele se casou pelo menos quatro vezes e teve três filhos legítimos que viveram até a idade adulta. Apenas o mais jovem deles, Luís, o Piedoso, sobreviveu para sucedê-lo. Ele também teve vários filhos ilegítimos com suas concubinas.

## Nomes
O verdadeiro nome de Carlos Magno é Karl, transcrito em latim Carolus (latim clássico) ou Karolus (uso de chancelaria franca, moeda, etc.). Este nome de Karl vem da palavra, em alto alemão antigo, Karal, que significa "homem" (do sexo masculino). Carlos Magno é a transcrição francesa de Carolus Magnus ("Carlos, o Grande"). Desde a época de Carlos Magno, encontra-se em alguns textos Karolus seguido de magnus, mas este último em posição de adjetivo em relação a um outro nome: Karolus magnus rex Francorum ("Carlos, o grande rei dos francos"), Karolus Magnus imperator ("Carlos, o grande imperador"). O uso de Carolus Magnus mais curto é uma denominação literária, cujo primeiro exemplo é em um texto Nithard (cerca de 840), várias décadas depois da morte do requerente. Esse epíteto está gradualmente generalizado nos documentos da Chancelaria dos Breves Apostólicos.
Na Canção de Rolando, em francês antigo, o imperador é nomeado de diferentes formas: Carles (verso 1) ou Charles (28, verso 370), Carles li magnes   (68, verso 841) ou Charles li Magnes (93, verso 1195), tradução de Carolus Magnus, mas também Carlemagnes (33, verso 430) ou Charlemaignes (138 verso 1842). O adjetivo grant é comum na Canção de Rolando, mas não é usado para nomear o imperador. Depois disso, é a forma contraída que surgiu: a fórmula "Charles, o Grande" é rara em uso corrente, ao contrário da alemã (Karl der Große).
Quanto ao nome de seu irmão Carlomano, é uma transcrição Francesa de Karlmann em que Mann também significa "homem"; o "-mano" de Carlomano, portanto, não tem nenhuma ligação com o "-magne" de Carlos Magno. Além disso, assim como em alemão e nas outras línguas, "César" (Kaiser) tornou-se sinónimo de imperador, o nome de Carlos Magno, sob a forma de Karl ou Karolus, levou em Húngaro (király) e nas línguas eslavas ao significado do rei: король ("korol") em russo, král em checo, Król em poloco, kralj em croata, etc.

## Ascensão ao poder

### Infância e juventude
A data mais provável para o nascimento de Carlos Magno pode ser inferida a partir de uma série de fontes. A data de 742 pode ser calculada a partir da informação de Eginhardo sobre a morte de Carlos em janeiro de 814 aos 72 anos, mas ela tem a deficiência de localizar o nascimento antes do casamento de seus pais, que teria sido em 744. O ano que aparece nos Annales Petaviani como sendo 747 seria mais provável se não contradissesse Eginhardo e outras fontes ao alegar que Carlos seria menos do que septuagenário. Um calendário da Abadia de Lorsch afirma que teria sido o dia 2 do mês de abril. Em 747, esta data caiu na Páscoa, uma coincidência que certamente seria lembrada, mas não foi. Se a Páscoa estivesse sendo usada como o início do ano-calendário, então 2 de abril de 747 pode ter sido, pelos padrões modernos, 2 de abril de 748 (que não caiu na Páscoa). A data que se suporta melhor pelas evidências é 2 de abril de 742, baseando-se principalmente pelo fato de Carlos ser um septuagenário quando morreu.
Eginhardo, o seu biógrafo, nos conta sobre os primeiros anos da vida de Carlos Magno:
| “ | Seria tolo, eu acho, escrever uma palavra sobre o nascimento e infância de Carlos, ou mesmo sobre a sua meninice, pois ainda jamais se escreveu sobre o assunto e não há ninguém vivo agora que possa dar alguma informação sobre o assunto. Assim, eu afirmo que este período é desconhecido e que passo logo a descrever seu caráter, seus atos e outros fatos de sua vida que merecem ser contados, sendo que primeiro farei um relato sobre seus atos em casa e no estrangeiro, depois sobre seu caráter e objetivos, terminando com sua administração e sua morte, sem omitir nada que mereça ser contado ou que seja necessário saber. | ” |

Portanto, as informações sobre o seu nascimento são escassas. Carlos Magno é pela primeira vez mencionado num diploma de 760 sobre a abadia de Saint-Calais. Carlos Magno foi o filho mais velho de Pepino, o Breve, que foi o primeiro rei carolíngio, e de Berta de Laon. Berta era filha de Cariberto de Laon, cuja mãe era Bertrada de Prüm com quem fundou a Abadia de Prüm. Foi irmão da Senhora Berta, mãe de Rolando, marquês da Bretanha. Sua ascendência paterna chega até Arnulfo de Métis, um bispo cuja filiação é incerta. Pepino, o Breve empossou o monopólio da cunhagem da moeda, decidindo sobre a atividade das casas de cunhagem, o peso das moedas, o seu valor e os caracteres representados.
No que concerne ao período de reinado de seu pai, sabe-se que Carlos Magno integrou uma série de acontecimentos. Ele encabeçou a delegação que acolheu o papa Estêvão III em Champanhe em 754, e foi consagrado pelo papa juntamente com seu irmão Carlomano. Ele participou numa operação na Aquitânia em 767-768 e estava com a sua mãe na procissão que trazia Pepino, o Breve para Saint Denis. No que concerne à sua educação, concorda-se que não aprendeu a escrever enquanto jovem. Mas talvez seja apenas a caligrafia, e não a escrita básica. Contudo, sabia ler e conhecia o latim. A sua língua materna é a da Francônia.
Com a morte de Pepino, o reino foi dividido entre Carlos Magno e o seu irmão Carlomano (que governou a Austrásia). Carlomano morreu em 5 de dezembro de 771, deixando Carlos Magno como líder de um reino Franco reunificado. Carlos Magno esteve envolvido constantemente em batalhas durante o seu reinado. Conquistou a Saxónia no século VIII, um objetivo que foi o sonho inalcançável de Augusto. Foram necessárias mais de dezoito batalhas para que Carlos Magno conseguisse esta vitória definitiva. Procedeu à conversão forçada ao cristianismo dos povos conquistados, massacrando os que se recusavam a converter-se. Um dos seus objetivos era, também conquistar a Península Ibérica, mas nunca o alcançou.

### Ancestrais
|  |                                  |  |  |  |  |  |  |  |  |  |  |  |  |  |  |  |
|  | 16. Ansegisel                    |  |  |  |  |  |  |  |  |  |  |  |  |  |  |  |
|  |                                  |  |  |  |  |  |  |  |  |  |  |  |  |  |  |  |
|  |                                  |  |  |  |  |  |  |  |  |  |  |  |  |  |  |  |
|  | 8. Pepino de Herstal             |  |  |  |  |  |  |  |  |  |  |  |  |  |  |  |
|  |                                  |  |  |  |  |  |  |  |  |  |  |  |  |  |  |  |
|  |                                  |  |  |  |  |  |  |  |  |  |  |  |  |  |  |  |
|  | 17. Begga de Landen              |  |  |  |  |  |  |  |  |  |  |  |  |  |  |  |
|  |                                  |  |  |  |  |  |  |  |  |  |  |  |  |  |  |  |
|  |                                  |  |  |  |  |  |  |  |  |  |  |  |  |  |  |  |
|  | 4. Carlos Martel                 |  |  |  |  |  |  |  |  |  |  |  |  |  |  |  |
|  |                                  |  |  |  |  |  |  |  |  |  |  |  |  |  |  |  |
|  |                                  |  |  |  |  |  |  |  |  |  |  |  |  |  |  |  |
|  | 18. Quildebrando da Saxônia      |  |  |  |  |  |  |  |  |  |  |  |  |  |  |  |
|  |                                  |  |  |  |  |  |  |  |  |  |  |  |  |  |  |  |
|  |                                  |  |  |  |  |  |  |  |  |  |  |  |  |  |  |  |
|  | 9. Alpaida                       |  |  |  |  |  |  |  |  |  |  |  |  |  |  |  |
|  |                                  |  |  |  |  |  |  |  |  |  |  |  |  |  |  |  |
|  |                                  |  |  |  |  |  |  |  |  |  |  |  |  |  |  |  |
|  | 19.                              |  |  |  |  |  |  |  |  |  |  |  |  |  |  |  |
|  |                                  |  |  |  |  |  |  |  |  |  |  |  |  |  |  |  |
|  |                                  |  |  |  |  |  |  |  |  |  |  |  |  |  |  |  |
|  | 2. Pepino, o Breve               |  |  |  |  |  |  |  |  |  |  |  |  |  |  |  |
|  |                                  |  |  |  |  |  |  |  |  |  |  |  |  |  |  |  |
|  |                                  |  |  |  |  |  |  |  |  |  |  |  |  |  |  |  |
|  | 20. Guerino, conde de Paris      |  |  |  |  |  |  |  |  |  |  |  |  |  |  |  |
|  |                                  |  |  |  |  |  |  |  |  |  |  |  |  |  |  |  |
|  |                                  |  |  |  |  |  |  |  |  |  |  |  |  |  |  |  |
|  | 10. Santo Lievin, Conde de Trier |  |  |  |  |  |  |  |  |  |  |  |  |  |  |  |
|  |                                  |  |  |  |  |  |  |  |  |  |  |  |  |  |  |  |
|  |                                  |  |  |  |  |  |  |  |  |  |  |  |  |  |  |  |
|  | 21. Gunza de Trêves              |  |  |  |  |  |  |  |  |  |  |  |  |  |  |  |
|  |                                  |  |  |  |  |  |  |  |  |  |  |  |  |  |  |  |
|  |                                  |  |  |  |  |  |  |  |  |  |  |  |  |  |  |  |
|  | 5. Rotruda de Tréveris           |  |  |  |  |  |  |  |  |  |  |  |  |  |  |  |
|  |                                  |  |  |  |  |  |  |  |  |  |  |  |  |  |  |  |
|  |                                  |  |  |  |  |  |  |  |  |  |  |  |  |  |  |  |
|  | 22.                              |  |  |  |  |  |  |  |  |  |  |  |  |  |  |  |
|  |                                  |  |  |  |  |  |  |  |  |  |  |  |  |  |  |  |
|  |                                  |  |  |  |  |  |  |  |  |  |  |  |  |  |  |  |
|  | 11. Guilgarda de Worms           |  |  |  |  |  |  |  |  |  |  |  |  |  |  |  |
|  |                                  |  |  |  |  |  |  |  |  |  |  |  |  |  |  |  |
|  |                                  |  |  |  |  |  |  |  |  |  |  |  |  |  |  |  |
|  | 23.                              |  |  |  |  |  |  |  |  |  |  |  |  |  |  |  |
|  |                                  |  |  |  |  |  |  |  |  |  |  |  |  |  |  |  |
|  |                                  |  |  |  |  |  |  |  |  |  |  |  |  |  |  |  |
|  | 1. Carlos Magno                  |  |  |  |  |  |  |  |  |  |  |  |  |  |  |  |
|  |                                  |  |  |  |  |  |  |  |  |  |  |  |  |  |  |  |
|  |                                  |  |  |  |  |  |  |  |  |  |  |  |  |  |  |  |
|  | 24.                              |  |  |  |  |  |  |  |  |  |  |  |  |  |  |  |
|  |                                  |  |  |  |  |  |  |  |  |  |  |  |  |  |  |  |
|  |                                  |  |  |  |  |  |  |  |  |  |  |  |  |  |  |  |
|  | 12.                              |  |  |  |  |  |  |  |  |  |  |  |  |  |  |  |
|  |                                  |  |  |  |  |  |  |  |  |  |  |  |  |  |  |  |
|  |                                  |  |  |  |  |  |  |  |  |  |  |  |  |  |  |  |
|  | 25.                              |  |  |  |  |  |  |  |  |  |  |  |  |  |  |  |
|  |                                  |  |  |  |  |  |  |  |  |  |  |  |  |  |  |  |
|  |                                  |  |  |  |  |  |  |  |  |  |  |  |  |  |  |  |
|  | 6. Cariberto de Laon             |  |  |  |  |  |  |  |  |  |  |  |  |  |  |  |
|  |                                  |  |  |  |  |  |  |  |  |  |  |  |  |  |  |  |
|  |                                  |  |  |  |  |  |  |  |  |  |  |  |  |  |  |  |
|  | 26. Teodorico III da Nêustria    |  |  |  |  |  |  |  |  |  |  |  |  |  |  |  |
|  |                                  |  |  |  |  |  |  |  |  |  |  |  |  |  |  |  |
|  |                                  |  |  |  |  |  |  |  |  |  |  |  |  |  |  |  |
|  | 13. Berta de Prum                |  |  |  |  |  |  |  |  |  |  |  |  |  |  |  |
|  |                                  |  |  |  |  |  |  |  |  |  |  |  |  |  |  |  |
|  |                                  |  |  |  |  |  |  |  |  |  |  |  |  |  |  |  |
|  | 27. Santa Clotilde de Herstal    |  |  |  |  |  |  |  |  |  |  |  |  |  |  |  |
|  |                                  |  |  |  |  |  |  |  |  |  |  |  |  |  |  |  |
|  |                                  |  |  |  |  |  |  |  |  |  |  |  |  |  |  |  |
|  | 3. Berta de Laon                 |  |  |  |  |  |  |  |  |  |  |  |  |  |  |  |
|  |                                  |  |  |  |  |  |  |  |  |  |  |  |  |  |  |  |
|  |                                  |  |  |  |  |  |  |  |  |  |  |  |  |  |  |  |
|  | 28. Teodo V da Baviera           |  |  |  |  |  |  |  |  |  |  |  |  |  |  |  |
|  |                                  |  |  |  |  |  |  |  |  |  |  |  |  |  |  |  |
|  |                                  |  |  |  |  |  |  |  |  |  |  |  |  |  |  |  |
|  | 14. Grimualdo da Baviera         |  |  |  |  |  |  |  |  |  |  |  |  |  |  |  |
|  |                                  |  |  |  |  |  |  |  |  |  |  |  |  |  |  |  |
|  |                                  |  |  |  |  |  |  |  |  |  |  |  |  |  |  |  |
|  | 29. Folchaid da Baviera          |  |  |  |  |  |  |  |  |  |  |  |  |  |  |  |
|  |                                  |  |  |  |  |  |  |  |  |  |  |  |  |  |  |  |
|  |                                  |  |  |  |  |  |  |  |  |  |  |  |  |  |  |  |
|  | 7. Berta da Beviera              |  |  |  |  |  |  |  |  |  |  |  |  |  |  |  |
|  |                                  |  |  |  |  |  |  |  |  |  |  |  |  |  |  |  |
|  |                                  |  |  |  |  |  |  |  |  |  |  |  |  |  |  |  |
|  | 30. Dagoberto I da Austrásia     |  |  |  |  |  |  |  |  |  |  |  |  |  |  |  |
|  |                                  |  |  |  |  |  |  |  |  |  |  |  |  |  |  |  |
|  |                                  |  |  |  |  |  |  |  |  |  |  |  |  |  |  |  |
|  | 15. Biltrude da Baviera          |  |  |  |  |  |  |  |  |  |  |  |  |  |  |  |
|  |                                  |  |  |  |  |  |  |  |  |  |  |  |  |  |  |  |
|  |                                  |  |  |  |  |  |  |  |  |  |  |  |  |  |  |  |
|  | 31. Nanthilde da Austrásia       |  |  |  |  |  |  |  |  |  |  |  |  |  |  |  |
|  |                                  |  |  |  |  |  |  |  |  |  |  |  |  |  |  |  |
|  |                                  |  |  |  |  |  |  |  |  |  |  |  |  |  |  |  |

### Reinado precoce
Carlos Magno fica ocupado pelos assuntos da Aquitânia (veja abaixo), os quais ele consegue resolver sem a ajuda de seu irmão. De seguida, vem a questão dos casamentos lombardos, que ocupam os anos de 769-771. Os mais poderosos cargos entre os francos, o mordomo do palácio (Maior Domus) e um ou mais reis (rex ou reges) eram apontados através de eleição popular, ou seja, sem uma regularidade, mas conforme a necessidade aparecia de eleger oficiais ad quos summa imperii pertinebat - "a quem os assuntos de estado eram pertinentes". Evidentemente, decisões durante este ínterim poderiam ser tomadas pelo papa, e seriam depois ratificadas pela assembleia do povo, que se reunia uma vez por ano.
Antes que Pepino, o Breve, inicialmente um prefeito, fosse eleito rei em 750, ele manteve o cargo "como se fosse hereditário" (velut hereditario fungebatur). Eginhardo explica que "a honra" era geralmente "dada pelo povo" aos mais distintos, mas Pepino e seu irmão, Carlomano, a receberam por hereditariedade, assim como pai deles, Carlos Martel. Havia, porém, uma certa ambiguidade sobre esta "quase-herança". O cargo era tratado como uma propriedade conjunta: uma prefeitura mantida pelos dois irmãos em conjunto. Cada um, porém, tinha sua própria jurisdição geográfica. Quando Carlomano decidiu renunciar para se tornar um monge beneditino em Monte Cassino, a questão sobre o que fazer com a sua "quase herança" foi resolvida pelo papa. Ele converteu a prefeitura em um reinado e premiou Pepino com a posse conjunta das propriedades de Carlomano. Além disso, Pepino agora ganhara o direito de passar suas posses adiante por herança.
Esta decisão não foi aceite por todos os membros da família real. Carlomano havia consentido na guarda temporária de sua parte, que ele pretendia passar para o seu próprio filho, Drogo. Pela decisão do papa, sobre a qual é possível enxergar a influência de Pepino, Drogo foi desqualificado como herdeiro em favor de seu primo Carlos. Ele foi às armas em oposição à decisão e foi acompanhado por Grifo, um meio-irmão de Pepino e Carlomano, a quem havia sido dada uma parte da herança de Carlos Martel (que lhe fora dele roubada) e era mantido quase aprisionado por seu meio-irmão após uma tentativa de tomar as suas heranças pela força. Por volta de 753, o assunto estava resolvido: Grifo perecera em combate na Batalha de Saint-Jean-de-Maurienne, enquanto Drogo fora caçado e aprisionado.
Com a morte de Pepino, em 24 de setembro de 768, o reinado passou conjuntamente para seus filhos, "com o apoio divino" (divino nutu). De acordo com sua a Vita, Pepino morreu em Paris. Os francos, "em assembleia geral" (generali conventu) deram a ambos o título de rei (reges), mas "dividiram o todo do reino igualmente" (totum regni corpus ex aequo partirentur). Os Annales contam uma versão diferente: o rei morreu em St. Denis que é, porém, parte da França. Os dois "lordes" (domni) foram "elevados ao estatuto de rei" (elevati sunt in regnum), Carlos no dia 9 de outubro, em Noyon, e Carlomano numa data desconhecida em Soissons. Se Carlos de fato nasceu em 742, ele tinha 26 anos de idade, já tendo participado de diversas campanhas ao lado do seu pai - o que ajuda a entender o seu gênio militar. Carlomano teria somente 17 anos.
O linguajar utilizado em ambos os casos sugere que não houve "duas heranças", o que teria criado dois reinos distintos governados por dois reis, mas uma única herança e um reinado conjunto mantido por dois reis iguais entre si, Carlos e seu irmão Carlomano. Como antes, jurisdições separadas foram conferidas a cada um deles. Carlos recebeu a parte original de Pepino como prefeito: as bordas do reino, margeando o mar, nominalmente a Nêustria, a Aquitânia ocidental e a parte norte da Austrásia, enquanto Carlomano recebeu a parte originalmente pertencente ao seu tio, mais as internas: a parte sul da Austrásia, a Septimânia, a Aquitânia oriental, a Borgonha, a Provença e a Suábia, além das terras na fronteira com a Itália. A questão sobre se estas jurisdições eram heranças conjuntas que reverteriam para o outro se um deles viesse a morrer ou se seriam herdadas pelos descendentes do morto jamais foi satisfatoriamente resolvida pelos francos. Em 771, depois de pouco mais de três anos de governo e relativa paz entre os dois irmãos, Carlomano morreu de repente no palácio carolíngio de Samoussy perto de Laon. Imediatamente após a sua morte, Carlos aproveita o seu reino, usurpando a herança de seus sobrinhos. A viúva de Carlomano, Gerberga, fugiu para a Itália com o rei dos lombardos, com seu filho e alguns apoiantes. Carlos é agora governante de todo o reino franco.
Segundo alguns autores, a insegurança das fronteiras do território franco foi um dos fatores que desengataram sua política expansionista. A dinastia merovíngia assumiu um reino rodeado de povos hostis e ainda controlados por dinastias locais bastante independentes, como os Frisões e saxões, ou áreas ainda não completamente controladas, como a Alemannia, a Bavieria e a Aquitânia. Dessa forma, os carolíngios se encontravam cercados por povos que tanto poderiam organizar incursões dentro de seu território, como também se aliar aos inimigos da dinastia. Em outros momentos, a própria política de alianças dos Carolíngios os levou a intervenções como as lideradas por Carlos Martel contra os Sarracenos em 732, em favor da Aquitânia, ou as intervenções de Pepino o Breve, na Itália como retribuição aos favores do Papa Zacarias. Muito também pelo interesse por novas terras e riquezas para recompensar a confiança e o apoio dos grandes e poderosos que contribuíam para a manutenção do expansionismo carolíngio.
No reino franco, os poderosos (principalmente os duques, condes e marqueses) acolhiam homens livres que educavam, protegiam e alimentavam. A entrada nestes grupos fazia-se numa cerimónia de recomendação: estes homens tornavam-se guerreiros domésticos ligados à pessoa do senhor. O senhor devia entreter esta clientela através de doações para manter a sua fidelidade. A moeda de ouro tornou-se rara devido à distensão das ligações comerciais com o Império Bizantino (que perdeu o controlo do Mediterrâneo ocidental em favor dos muçulmanos). A riqueza dificilmente pode vir da guerra. O que leva a saque e permite eventualmente conquistar terras que podem ser redistribuídas. Na ausência de expansão territorial, os laços vassálicos distendem-se. Para se sustentar, o poder deve entender-se. Desde gerações, os Pipinidios estenderam assim os seus domínios, e os seus condes, enriqueceram-se, cederam terras aos seus próprios vassalos. Carlos Martel e Pepino, o Breve mostram à Igreja uma grande parte de sus bens para os atribuir aos vassalos. Isto permite-lhes aos mesmo tempo estabilizar as suas conquistas, e ter os meios para estar à cabeça de um exército sem igual no Ocidente medieval.
Carlos Magno tem o mesmo problema: deve estender-se em permanência para entreter os seus vassalos e evitar a dissolução das suas possessões. Durante todo o seu reinado, ele tenta fidelizá-los por todos os meios: fazendo-os jurar por demarcação de terras (única riqueza na época) que elas devem ser-lhe restituídas pela sua morte, enviando missi dominici para os controlar e para fiscalizar o que acontece no seu império. Concretamente, a cada ano uma assembleia de grandes do reino, deveria representar todos os povos livres, vulgarmente chamados senhores do campo de maio; esta assembleia tomava diversas decisões ( ou melhor: subscrevia as decisões do rei) e em particular a de lançar uma expedição contra um inimigo em particular. Esta decisão era difundida pelos interessados, fosse pelos vassalos diretos do rei com os seus dependentes, fosse pelos condes, bispos e abades com os moradores da sua jurisdição. Cada guerreiro mobilizado devia transportar o seu equipamento e os seus víveres para três meses e apresentar-se no ponto de reunião do exército (ou dos diferentes corpos previstos).

### Rebelião na Aquitânia
Uma herança nos países que estavam anteriormente sob o direito romano (ius) representava não apenas transmissão de propriedades e privilégios, mas também as obrigações e adversidades vinculadas a ela. Pepino, ao morrer, estava construindo um império, uma tarefa muito difícil.
| “ | Naquele tempo, construir um reino agregando pequenos territórios não era em si algo difícil... Mas mantê-lo intacto após ter se formado era uma tarefa colossal.... Cada um dos estados menores... tinha sua "pequena soberania"... que ... se dedicava principalmente a.... conspirar, pilhar e lutar. | ” |

#### Formação da Nova Aquitânia
A Aquitânia, sob o jugo romano, compreendia o sul da Gália, que era romanizada e falava a língua românica. De forma similar, a Hispânia havia sido povoada por povos que falavam diversas línguas, incluindo o celta, mas que era agora povoado inteiramente por falantes do românico. Entre a Aquitânia e a Hispânia estavam os Euskaldunak, romanizados como vascões ou bascos, vivendo no País Basco, a "Vascônia", que se estendia por um território que estava em acordo com a distribuição dos topônimos atribuíveis aos bascos, principalmente na parte oriental dos Pirenéus, mas também mais ao sul, chegando ao rio Ebro, na Península Ibérica, e ao norte, até o Garone, na França. O nome francês, Gasconha, é derivado de "Vascônia".
Após a queda dos romanos, os visigodos os substituíram na Península Ibérica e pelos francos e visigodos ao norte. Embora eles tivessem a autoridade estatal, estas tribos germânicas se assentaram de forma tênue, para dizer o mínimo. Elas não mantiveram a sua linguagem por muito tempo e acabaram assimiladas pelas populações falantes do românico que ali existiam. O românico ainda era falado em Toulouse e nas redondezas para o oriente, até o rio Ebro. As autoridades da região mantinham relações com os bascos, que eram combativos como sempre, e mantinham a vantagem na região. Eles começaram a atacar e pilhar ao norte e leste de suas fronteiras num território que já era governado pelos merovíngios, tomando escravos ao norte para vender ao sul. Exército após exército foi enviado pelos francos e, quando os bascos não conseguiam derrotá-los, eles recuavam para as montanhas. Em 635 d.C., uma coluna franca sob Arneberto foi massacrada em Haute Sole, um vale alpino.
Por volta de 660 d.C., o ducado da Vascônia, foi unido sob ordens do Duque de Aquitânia para formar um reino único sob Félix de Aquitânia a partir de Toulouse. Este seria um reinado conjunto com Lupus I, de apenas 28 anos, o rei basco. O reino era independente e soberano. Por outro lado, a Vascônia desistiu de suas atitudes predatórias para passar a atuar na política europeia. Contudo, arranjos que Félix havia feito com os agora fracos merovíngios se mostraram inúteis e inválidos. Ao morrer, em 770, a propriedade conjunta reverteu inteiramente para Lupus. Como os bascos não tinham nenhuma lei sobre a herança conjunta, apesar de praticarem a primogenitura, Lupus foi, de fato, o fundador da dinastia hereditária dos reis bascos e de uma Aquitânia expandida.

#### Aquisição da Aquitânia pelos carolíngios
As crônicas latinas sobre o final do Reino Visigótico deixam muito a desejar: a identificação de personagens, várias lacunas e numerosas contradições. As fontes sarracenas, porém, apresentam uma visão mais coerente, como a Ta'rikh iftitah al-Andalus ("História da conquista do Alandalus") por ibne Alcutia, "o filho de uma mulher goda", onde a citada Sarah seria a neta do último rei de toda a Hispânia visigoda, que se casou com um sarraceno. Ibne Alcutia, que tinha outro nome muito muito mais longo, certamente confiava, em algum grau, na tradição oral desta família. Se todos os reinos foram destruídos pela invasão dos sarracenos, então Rodrigo parece ter reinado por uns poucos anos antes da maioridade de Áquila. O reinado deste último, por sua vez, pode ser localizado com alguma segurança no noroeste da Península, enquanto que Rodrigo parece ter reinado no resto, notadamente em Portugal.
De acordo com ele, o último rei visigodo de uma Hispânia unida morreu antes que seus três filhos, Almundo, Rômulo e Arbasto, chegassem à maioridade. A mãe deles era regente em Toledo, mas Rodrigo, o "ministro" do exército, deu um golpe militar e capturou Córdova. De todos os possíveis desfechos, ele escolheu impor um governo conjunto dos três herdeiros verdadeiros sobre diferentes jurisdições. A evidência de uma divisão de alguma forma pode ser encontrada na distribuição das moedas cunhadas com o nome de cada rei e também nas listas reais. Vitiza foi sucedido por Rodrigo, reinando sete anos e meio, e um tal Áquila, que reinou por três anos e meio.
Áquila é indubitavelmente Áquila II das moedas e das crônicas, que as crônicas afirmam ser filho de Vitiza. Como ele entra na árvore genealógica da família da mulher goda é um problema. Um erro de cópia na transmissão do manuscrito de seu filho já foi proposto: "w.q.l.h" ("Waqla") se tornaria "r.m.l.h" ("Rumulu") - o árabe, assim como o hebraico, escreve apenas as consoantes. Ardabasto é geralmente identificado como sendo Ardo, o rei da Septimânia (713-720). A localização da parte de Almundo ("Olemundo"?) não foi preservada, mas que ele certamente tinha uma é um fato que se infere pelos eventos seguintes.
No relato, um mercador cristão, Juliano, deixou a sua filha sob a guarda de Rodrigo (a mãe havia morrido recentemente) enquanto ele viajava a negócios a pedido de Rodrigo no Norte da África. Quando ele retornou, ele descobriu que sua filha havia sido seduzida por Rodrigo. Fingindo não se importar e aceitar o evento, ele convenceu Rodrigo a enviá-lo em outra viagem. Chegando ao destino, porém, ele foi diretamente a Tárique e o convenceu a invadir Alandalus. No caminho, o profeta Maomé teria aparecido para Tárique num sonho e estimulado-o a continuar. Quando os sarracenos desembarcaram no sul da Península Ibérica, Rodrigo, que tinha se estabelecido em Córdova, procurou os três filhos de Vitiza pedindo por ajuda na defesa comum. Os três vieram, mas não chegaram sequer a entrar na cidade, enviando um emissário a Tárique em vez disso para afirmar que Rodrigo não era melhor do que um cão e oferecendo sua submissão e ajuda em troca de manterem suas terras ancestrais e seus privilégios. A oferta foi aceita e Rodrigo foi derrotado na Batalha de Guadalete. Não fica claro se os reis visigodos lutaram contra ele ou apenas evitaram ajudá-lo. "Pressionado pelas armas, ele se atirou na água e nunca mais foi encontrado".
Os três reis viajaram então até Damasco para confirmar a sua submissão: "Áquila foi nomeado rei dos godos, mas em 714 ele viajou com os seus irmãos para Damasco e vendeu o reino para o califa Ualide I (r. 705–715) por terras e dinheiro". Ardo continuou como um rei-cliente na Provença. Com a morte de Almundo, ele se apoderou da parte dele contra a vontade de seus herdeiros, que foram até a Síria para apelar ao califa. Os sarracenos rapidamente tomaram partido e atacaram Ardo, contudo os herdeiros também jamais recuperaram as suas terras. Um deles se tornou um bispo cristão e a menina, Sarah, aceitou se casar com um sarraceno, entrando para a história como "a mulher goda" da crônica de ibne Alcutia, com um papel importante na Península Ibérica moura.
Os sarracenos atravessaram as montanhas dos Pirenéus para capturar a Septimânia de Ardo e lá encontraram a dinastia basca da Aquitânia, sempre aliada dos godos. Odo, o Grande da Aquitânia foi a princípio vitorioso na Batalha de Toulouse (ou de Bordéus) em 721. As tropas sarracenas gradualmente se acumulavam na região e, em 732, avançaram sobre a Vascônia, derrotando Odo na Batalha do Rio Garona. Eles tomaram Bordeaux e estavam avançando em direção a Tours quando Odo, incapaz de pará-los, apelou ao seu arqui-inimigo, Carlos Martel, o prefeito dos francos. Em uma das marchas-relâmpago que fariam a fama dos reis carolíngios, Carlos e seu inimigo cruzaram o caminho do inimigo entre Tours e Poitiers, resolvendo definitivamente a questão na famosa Batalha de Tours, parando ali o avanço sarraceno na Europa. Os mouros foram derrotados de forma tão conclusiva que eles recuaram para além das montanhas, jamais retornando, deixando a Septimânia como parte da Frância. Odo pagou o preço e terminou com suas posses incorporadas ao reino de Carlos, uma decisão que era repugnante para ele e para os seus herdeiros.

#### Perda e recuperação da Aquitânia
Após a morte de seu filho, Hunaldo se aliou com o Reino Lombardo, uma violação da soberania da Frância. Porém, Odo havia deixado o reino de forma ambígua para os seus dois filhos "conjuntamente", Hunaldo e Hatoo. Este último, leal à Frância, entrou em guerra com o irmão para se apoderar do reino todo. Vitorioso, Hunaldo cegou e aprisionou o irmão, mas se sentiu tão mal com o ato que renunciou e entrou para uma igreja como monge para se penitenciar. Seu filho, Waifer recebeu a herança adiantada e se tornou duque da Aquitânia, herdando também a aliança com os lombardos. Waifer decidiu honrá-la, repetindo a traição do pai, o que ele justificou argumentando que quaisquer acordos com Carlos Martel teriam se invalidado com a sua morte. Como a Aquitânia agora era herança de Pepino, ele e seu filho, o jovem Carlos, caçaram Waifer, que só tinha condições de conduzir uma guerra de guerrilha, e o executaram.
Entre os contingentes do exército franco estavam bávaros sob Tassilo III, duque da Bavária, um membro da família Agilofing, herdeiros da família real bávara. Grifo tinha se instalado como duque, mas Pepino o substituiu por um membro da família real, Tassilo, que ainda era um infante, e se tornou o protetor do garoto após a morte de seu pai. A lealdade dos Agilofings sempre foi uma dúvida, mas Pepino conseguiu extrair diversos juramentos de lealdade de Tassilo. Porém, ele se casou com Liutperga, uma filha de Desidério, rei dos lombardos. Num momento crítico da campanha, Tassilo, com todos os seus bávaros, abandonaram a batalha. Fora do alcance de Pepino, ele repudiou a lealdade à Frância. Pepino não teve chance de responder, pois ficou doente e, depois de algumas semanas da execução de Waifer, morreu.
O primeiro evento do reinado dos irmãos foi a rebelião da Aquitânia e da Gasconha, em 769, no território agora divido entre os dois reis. Anos antes, Pepino já havia suprimido a revolta de Waifer e agora um outro Hunaldo, diferente do anterior, liderou os exércitos da Aquitânia até chegar em Angoulême. Carlos se encontrou com Carlomano, mas ele se recusou a participar, retornando para a Borgonha. Carlos foi à guerra liderando um exército até Bordéus, onde ele montou uma fortaleza em Fronsac. Hunaldo foi forçado a fugir para a corte do duque Lop II da Gasconha (ou Lupus). Este, temendo Carlos, entregou Hunaldo em troca da paz. O rebelde foi colocado num mosteiro e a Aquitânia finalmente se submeteu completamente à Frância.
Em 781, Luís é coroado em Roma rei da Aquitânia. Este reino da Aquitânia permanece na mesma até à chegada do império de Luís em 814, com duas dependências: o Ducado da Gasconha, no sul da Garona, onde Sancho Lopo sucedeu a Lupo II; o Condado da Septimânia (Narbona, Carcassona), dirigido pelo conde Milo, um visigodo e depois por Guilherme de Tolosa, conde de Toulouse e marquês da Septimânia a partir de 790 em diante.

## Descendência

### Esposas
- De sua primeira esposa, Himiltrude, com quem casou em 766 e cujo casamento nunca foi oficialmente anulado, teve:

1. Amaudru, uma menina[43]
2. Pepino, o Corcunda (767-813)

- Do seu segundo matrimónio, com a filha de Desidério, rei dos Lombardos, referida como Desiderata ou Desidéria (o nome "Ermengarda" seria uma criação de Alessandro Manzoni), cujo casamento se deu a 768 e foi anulado a 771, não houve descendência.
- De sua terceira esposa, Hildegarda de Vintzgau (757 ou 758-783 784), com quem casou em 771 e que morreu a 784, e foi filha de Geroldo I de Vintzgau e de Ema da Alemanha,[44] teve:

1. Carlos, o Jovem (c. 772 – Baviera, 4 de dezembro de 811), que foi designado rei dos Francos, casou com Juliana;
2. Adelaide (?-774)
3. Rotruda (ou Hruodrud) (775- 6 de junho de 810), manteve relações com Rorgo I do Maine e dele teve dois filhos e uma filha. Rotrude terá sido monja no fim da sua vida. Noiva desde durante 6 anos de Constantino VI, filho da imperatriz Irene.
4. Pepino de Itália (777-810), rei de Itália desde 781, teve várias amantes, cujos nomes não são totalmente conhecidos, e cuja ascendência não é igualmente totalmente conhecida. Entre as suas relações é tido como tendo casado com Berta de Toulouse, filha de Guilherme I de Toulouse,[45][46] conde de Toulouse e de uma das suas esposas, possivelmente de Guiburga de Hornbach.
5. Luís I o Piedoso (778-840), gémeo de Lotário, rei da Aquitânia desde 781 e imperador e rei dos Francos desde 814,
6. Lotário (778-779 ou 780), morreu jovem, foi irmão gémeo de Luís I o Piedoso,
7. Berta de França (779-823), foi casada com Angilberto de Ponthieu.
8. Gisela (781-808)
9. Hildegarda (782-783)

- De sua quarta esposa, Fastrada da Francónia, com quem casou em 784, e que viria a morrer em 794, teve:

1. Teodrada (n.784), abadessa de Argenteuil;
2. Hiltruda (n.787), abadessa em Faremoutiers.

- Da sua última esposa, Lutgarda, com que casou em 794, e que viria a morrer em 800, não houve descendência.

### Concubinas e filhos
A distinção entre esposas e concubinas legítimas e oficiais é às vezes difícil de se estabelecer. Os historiadores identificam cinco ou seis esposas, ou "nove esposas ou concubinas, outros amores menos relevantes e menos duráveis, uma multidão de bastardos, a licenciosidade das suas filhas, que ele parece ter amado também". Não se pode dizer que ele praticava a poligamia, proibida pelos Francos, mas sobretudo uma monogamia serial e casamento para forjar alianças, especialmente com a aristocracia Franca do Oriente, ou melhor, para manter alguns aristocráticos da Francónia que se ressentiam da usurpação de Pepino, o Breve olhos nos olhos de Quilderico III.
Eginardo menciona rumores de incesto de Carlos Magno com as suas filhas, ao dizer que ele:
"não queria dar a ninguém em casamento, nem a um homem da sua casa, nem a um estrangeiro, mas ele as manteve todas em casa, com ele, até que 'na sua morte, dizia que não poderia viver sem a sua companhia. Mas porque, aquele que estava preenchido também teve de suportar a malícia de um destino contrário: no entanto, não o demonstra e fez como se sobre eles, nenhuma suspeita de incesto nunca tinha visto o dia, como se nenhum rumor se tenha espalhado." 
Este rumor de incesto é um mito nascido do fato de Carlos Magno não querer casar oficialmente as suas filhas com aristocratas ou seus vassalos que poderiam diluir o seu legado ou adquirir também poder.
Pelo contrário, ele permitiu que várias delas forjassem uniões ilegítimas mas quase oficiais e os amantes delas podiam até ser funcionários da Corte, como Angilberto que viveu dois anos com Berta e com quem teve dois filhos. Carlos Magno também o fez casar-se secretamente com a sua filha.
- A sua primeira concubina conhecida foi Gersuinda. Dela, teve uma filha:

1. Adaltruda (n.774)

- Da sua segunda conhecida concubina, Madelgarda:

1. Rodaida (775-810), abadessa de Faremoutiers

- Da sua terceira concubina, de nome desconhecido:

1. Rotaida (784-814)

- Da sua quarta concubina, Amaltrud de Viena:

1. Alpaida (n.794)

- Da sua quinta conhecida concubina, Regina:

1. Drogo (801-855), bispo de Metz desde 823
2. Hugo (802-844), grão-chanceler do império

- Da sua sexta conhecida concubina, Adelinda:

1. Teodorico (n.807)

## Expansionismo franco

### Itália
De todas as guerras de Carlos Magno aquelas em que ele se envolveu contra os Lombardos são as mais importantes pelas consequências políticas e são também aquelas onde se demonstra mais claramente a ligação intimamente ligada à conduta de Carlos, ao seu pai. A aliança com a cúria romana exigida, não só no interesse do país, mas mesmo do rei dos Francos. Pepino, o Breve esperava, no fim do seu reinado, um acordo pacifico com os Lombardos. Em 770, Carlos assinou um tratado com o duque Tassilão III da Bavária e se casou com uma princesa lombarda (geralmente conhecida como Desiderata da Lombardia), filha do rei Desidério, para cercar Carlomano com seus aliados. Embora o papa Estêvão III a princípio tenha sido contrário ao casamento com a princesa lombarda, ele logo perceberia que nada tinha a temer de uma aliança franco-lombarda. Os Lombardos continuaram a atacar Roma e o seu rei conjecturou intrigas perigosas com o duque da Baviera e a própria irmã de Carlos.
Em 773, Carlos Magno interveio na demanda do papa contra Desidério. O exército franco atravessou os Alpes durante o verão de 773, cercou Pavia (setembro) e ocupou assim facilmente o resto do Reino Lombardo. Pavia esfomeada e vítima de epidemias caiu em 774. Carlos Magno assumiu ele próprio o título de "rei dos Lombardos": Gratia Dei Rex Francorum et Langobardorum («rei dos Francos e dos Lombardos pela graça de Deus») a 10 de julho de 774 enquanto certos historiadores afirmam que ele foi proclamado rei pelo arcebispo de Milão que lhe colocou a Coroa de Ferro lombarda na cabeça. Desidério foi enviado como monge na abadia de Corbie e o resto da sua família também foi neutralizada, à excepção de Adalgis que se refugiou em Constantinopla. O ducado de Espoleto submeteu-se à dominação franca e aceitou como duque um protegido do papa, Hildebrando. O ducado de Benevento permaneceu nas mãos de Ariquis, genro de Desidério, mas deve fornecer reféns, em particular o seu filho Grimoaldo que foi elevado na corte. Em 776, os Francos conquistam o ducado do Friul.
Menos de um ano após seu casamento, Carlos Magno repudiou Desiderata e rapidamente se casou novamente com uma garota suábia de 13 anos chamada Hildegarda. A esposa repudiada voltou para a corte de seu pai em Pavia. Os lombardos, furiosos, teriam se aliado com Carlomano, agora rebaptizado Pepino, que foi coroado em Roma rei de Itália, título que não correspondia a um Estado formal. Por seguinte, Pepino assume sob o controlo de Carlos Magno a função de rei dos Lombardos. A principal personalidade do reino é Adalardo, primo de Carlos Magno. Os problemas são assim numerosos: as relações com Ariquis e com os bizantinos.
Assim, o Estado lombardo, desde o nascimento tinha posto um fim à unidade política de Itália, atraindo sobre ela, moribunda, a conquista estrangeira. Ela não era mais doravante que um apêndice da monarquia franca da qual não se devia separar, no fim do século IX, para cair rapidamente sob domínio germânico. Devido a um reverso completo do sentido da história, ela que tinha anexado o norte da Europa era agora mantida anexada por ele; e este destino não está num sentido que uma consequência das mudanças políticas que a tinham transportado do Mediterrâneo para o norte da Gália, o centro da gravidade do mundo ocidental.
E portanto é Roma, mas a Roma dos papas, que decide a sua sorte. Não vemos o interesse que teria empurrada os carolíngios a atacar e conquistar o Reino Lombardo se a sua aliança com o papado não os obrigasse. A influência da Igreja, libertada da tutela bizantina, que desde então atuou sobre a política da Europa, apareceu aqui pela primeira vez às claras. O Estado não pode doravante separar-se da Igreja. Entre ela e ele forma-se uma associação de serviços mútuos que, misturando-os sem deixar um ou outro, misturando assim as questões espirituais com questões temporais e fazia da religião o factor essencial na ordem política. A reconstituição do Império Romano, em 800, é a manifestação definitiva de esta citação nova e a garantia da sua duração futura.

### Saxónia
Do lado de lá do rio Reno, um poderoso povo conservava ainda, com a sua independência, a fidelidade ao velho culto nacional: os Saxões, repartidos entre quatro grupos (Westphales, Ostphales, Agrivarii, Nordalbingiens) e estabelecidos entre o Ems e o Elba, desde as costas do mar do Norte até as montanhas do Harz. Ao contrário dos demais germânicos, é por mar que na época das grandes invasões, eles procuram novas terras. Durante todo o século V, os seus barcos inquietaram as costas da Gália assim como as da Grã-Bretanha. Houve estabelecimentos saxões, ainda hoje reconhecíveis na forma de nomes de locais, na foz do rio Canche e do rio Loire. Mas é apenas na Grã-Bretanha que os Saxões e os Anglos, e povos do sul da Jutlândia estreitamente aparentados a eles, se estabelecem de forma duradoura. Eles revoltaram a população celta da ilha nos distritos montanhosos do oeste, Cornualha e país de Gales, onde esta se encontrava muito próxima, e ela emigrará no século VI na Armórica, que portanto adquiriu o nome de Bretanha como a parte conquistada da Grã-Bretanha recebeu o nome de Inglaterra. Estes saxões insulares não conservaram relações com os seus compatriotas do continente. Eles tinham-nos tão esquecidos que na época, tendo sido convertidos por Gregório, o Grande, comprometeram-se na conversão dos Germânicos, e foi para a Alta Alemanha que eles dirigiram os seus esforços.
A meio do século VIII, os Saxões continentais estavam relativamente preservados da influência romana e cretiana. Durante a romanização dos seus vizinhos ou a sua conversão, as suas instituições e a sua cultura nacional próprias desenvolviam-se e afirmavam-se. O reino franco, do qual eles eram limítrofes, não era capaz de exercer sobre eles o prestígio e a atração cujo Império Romano tinha sido objeto por parte dos bárbaros. Ao lado deste, eles conservaram a sua independência na qual eles tinham tudo o que lhes permitiu pilhar as províncias limítrofes. Eles eram agarrados à sua religião como à marca e à garantia da sua independência.
Desde 748, eles foram tributários do reino franco. O tributo de 300 cavalos por ano, estabelecido em 758, no entanto não é pago até ao fim do reinado de Pepino, o Breve e o reino é submetido regularmente a incursões saxónicas. Carlos Magno fez a sua primeira expedição na Saxónia em 772, destruindo em particular o principal santuário, o Irminsul, símbolo da resistência do paganismo saxónico e local de reunião dos pagãos que lhe faziam uma oferenda após cada vitória. Depois, a partir de 776, após intermédio italiano, iniciou-se uma guerra feroz contra os Saxões, que comandados por Viduquind, um chefe vestefálio, lhes opôs uma vigorosa resistência. Após várias campanhas marcadas pela devastação de diferentes partes da Saxónia e a submissão provisória dos chefes, mas também por um reverso grave dos Francos em 782 em Süntel, além do Weser. Esta derrota leva a uma operação de represálias que termina no massacre de 4,5 mil Saxões em Verden. Widukind acabou por submeter-se em 785 e foi baptizado.
Carlos Magno impôs então a Capitulaire De partibus Saxoniae (primeiro capítulo saxão), uma legislação de excepção que previa a pena de morte para as numerosas infracções, em particular para toda a manifestação de paganismo (cremação de defuntos, recusa do baptismo para os recém-nascidos). Uma política de deportação dos Saxões e de colonização pelos Francos ocorre ao mesmo tempo. A legislação de excepção chega ao fim em 797 (terceiro capítulo saxão), mas a submissão definitiva só é verdadeiramente atingida em 804.
Até agora o cristianismo espalhara-se de forma relativamente pacífica entre os Germânicos. Na Saxónia contudo Carlos Magno foi obrigado a usar a força. Daí que as violências contra todos os que sacrificaram aos seus "ídolos" e a fúria que levou os Saxões a defender os seus deuses tornaram-se a proteção das suas liberdades. Para certos milhares de nacionalistas germânicos, a imagem de Carlos Magno é a do "Carrasco dos Saxões" em resultado do massacre de Verden. Assim em 1935, para comemorar o evento, o regime nazista construiu o monumento de Sachsenhain.
A conquista dos Saxões permitiu igualmente colocar um fim uma vez por todas na ameaça permanente que os Saxões faziam pesar sobre a segurança do reino franco. Uma vez a anexação e a conversão da Saxónia, o último elemento da antiga Germânia, concluídas, a fronteira oriental do Império Carolíngio atinge o Elba e o Saale. Ele dirigia-se desde a cabeça do Adriático pelas montanhas da Boémia e do Danúbio, englobando o país dos bávaros.

### Península Ibérica
Desde a sua derrota em Poitiers, os muçulmanos não tinham mais ameaçado a Gália. A retaguarda que eles tinham deixado no país de Narbona tinha sido reprimida por Pepino, o Breve. A Península Ibérica, onde haveria de se instalar o emirado de Córdova, já não olharia mais para o Norte e a civilização brilhante lá se espalhou sob os primeiros Omíadas, dirigindo a sua actividade para as instituições islâmicas próximas ao Mediterrâneo. Mas estes progressos tiveram naturalmente por consequência o desviar das suas energias das grandes empresas de proseletismo para as concentrarem sobre si mesmo. Ao mesmo tempo que as ciências se desenvolveram e que e a arte se expandiu, surgiram as querelas religiosas e políticas. A Península Ibérica não foi mais poupada que o resto do mundo muçulmano.
Em 777, depois da assembleia de Paderborn, na Saxónia, Carlos Magno recebeu os emissários de vários governos muçulmanos de Península Ibérica, incluindo o de Barcelona, em rebelião contra o Emirado de Córdova. Solimão Alárabe concordou permitir aos Francos a apreensão de Saragoça. Carlos Magno decide acompanhar e intervir no norte de Península Ibérica, provavelmente não por motivos religiosos (cartas do papa desta época mostram que este preferia uma intervenção em Itália, contra os cretianos), mas sobretudo para segurança da fronteira sul da Aquitânia. Uma dupla expedição ocorreu na primavera de 778, e durante o verão os dois exércitos reuniram-se antes de Saragoça, mas neste momento, a cidade é mantida por legalistas, contrariamente ao que alegou Solimão. Ameaçados de uma intervenção do emir de Córdova, os Francos levantam o cerco e deixam a Península Ibérica, após terem pilhado Pamplona. Esta falha é aumentada pelo revés muito grave sofrido pela retaguarda de Carlos Magno pelos Vascões, senhores da travessia dos Pirenéus. A emboscada, é principalmente conduzida pelos Bascos, mas é provável que tenham também participado os habitantes de Pamplona e os ex-aliados muçulmanos de Carlos Magno, insatisfeito com um recuo rápido (apresentados por Solimão os reféns são libertados durante a operação).
Para os contemporâneos, esta expedição passou um pouco despercebida. A lembrança do conde Rolando morto na emboscada não se perpetuou antes de tudo do que pelas pessoas da sua província, na terra de Coutances. Levou ao entusiasmo religioso e guerreiro que se apreendeu na Europa na época de Primeira Cruzada por fazer de Rolando o mais heroico dos valentes da epopeia francesa e cristã e transformar a campanha na qual ele entrorará a morte numa luta gigantesca contra o Islão por « Carles li reis nostre emperere magne».
Depois disso, Carlos Magno não interveio mais pessoalmente na Península Ibérica, deixando o cuidado das operações aos responsáveis militares da Aquitânia, os condes de Toulouse Chorson, depois Guilherme de Tolosa, depois o rei Luís. Apesar de uma derrota sofrida por Guilherme na Septimânia (793), os Aquitanos eram capazes de conquistar quaisquer territórios na Península Ibérica: incluindo Gerona, Barcelona (801), a Cerdanha e Urgel. No entanto, apesar de três tentativas por parte de Luís, eles não conseguem tomar Tortosa. Em 814, Saragoça e o vale do Ebro permanecem muçulmanos, assim por muito tempo. Os territórios reconquistados formam a Reconquista da Península Ibérica.

### Baviera
Desde 748, ela é dirigida pelo duque Tassilo III, neto de Carlos Martel, empossado por Pepino, o Breve; quando da morte do duque Odilo. Contudo Tassilo procurou preservar a sua independência, casando-se em 763 com Liuteberga, filha de Desidério e futura cunhada de Carlos Magno. Embora Tassilo não tenha intervindo após a campanha contra os Lombardos em 773-774, Carlos Magno esforça-se para reforçar o seu controlo. Tassilo teve de prestar juramento de fidelidade em 781, depois novamente em 787. Em 788, é colocado em julgamento perante a assembleia, condenado à morte, depois perdoado e trancado num mosteiro com a sua esposa e seus dois filhos. Carlos Magno nomeou condes para a Baviera e coloca o seu cunhado Geraldo á frente do exército com o título de prefeito. Em 794, Tassilo comparece de novo perante uma assembleia e proclama a sua renúncia ao trono da Baviera, doravante totalmente integrado no reino franco.

### Ávaros
Os ávaros, povo de cavaleiros de origem turca, tinha no século VI anexado os Gépidas (com auxílio dos Lombardos) e desde então instalados no vale do Danúbio, de onde assediavam por vezes o Império Bizantino e a Baviera. Em 791, com ajuda do seu filho Pepino de Itália, Carlos Magno conduz contra os ávaros uma primeira campanha. Em 795, ele consegue tomar o seu campo entrincheirado, o "Anel Ávaro", com um tesouro considerável, fruto de várias dezenas de anos de pilhagem. Em 805, os últimos Ávaros rebeldes são definitivamente submetidos. Estas foram as campanhas de extermínio. Os Ávaros foram massacrados ao ponto de desaparecerem muitos indivíduos. A operação terminou, Carlos, para combater as novas agressões, lança em todo o vale do Danúbio uma Marca, como quem diz um território de guarda submisso a uma administração militar. Esta foi a "marca" oriental (marca orientalis), ponto de partida da Austria moderna que ainda conserva o nome.

### Frísios
A anexação da Frísia Oriental (a região estende-se do golfo Zuiderzee até à foz do Weser) pelos Francos não ocorreu, aparentemente, antes de 782, ou 785. A situação permaneceu tensa durante vários anos para os Francos.

### Bretões
Na Península Armórica, a chegada dos Bretões ocasionada pelo assédio dos povos Anglos e Saxões, propicia a formação dos reinos da Cornualha, de Leon, de Bro Wéroc, além de Domnonée. São esses os reinos que os francos encontram em suas incursões para além de seus limites no Oeste, a Bretanha passa por um rápido período de dominação francesa durante o reinado dos filhos de Clóvis. No século VII apesar da submissão de Judicael, rei de Domnonée, a independência prevalece na região, no entanto os francos mantiveram presentes na Bretanha, pois ainda tinham o controle tributário dos reinos de Nantes e Rennes, e mais tarde conquistaram Vannes. Dessa forma, os francos, sob o comando de Carlos Magno, passaram a possuir uma zona de proteção contra os Bretões que ainda se mantinha independentes.
Apesar da influência adquirida na Bretanha, Carlos Magno tinha pouco interesse pelo Ocidente, de modo que a independência da Bretanha é consequência tanto da resistência dos Bretões, quanto da falta de empenho do reino franco, tendo em vista que o rei que sempre tinha a preocupação em se mostrar presente nos fronts de batalha, não chegava a ser visto naquele front, pois a área de domínio Franco na Bretanha tinha mais uma função defensiva, do que papel em uma estratégia expansionista na região.

### Eslavos
Antes do final do século VII, os eslavos tinham avançado na Europa Central. Eles tinham tomado posse da terra abandonada pelos Germânicos entre o Vístula e o Elba, pelos Lombardos e os Gépidas na Boémia e Morávia. De lá, eles atravessaram o Danúbio e entraram na Trácia, de onde se espalharam para as costas do Adriático.
Este lado mais uma vez, foi a segurança do império. Desde 807 outras "marcas" foram estabelecidos ao longo do Elba e do Saale, barrando o caminho às tribos eslavas dos Sorábios e Obotritas. Esta fronteira foi, ao mesmo tempo, como o Reno no quarto e quinto século, ou seja, a fronteira entre a Europa cristã e o paganismo. É interessante para avaliação das ideias religiosas da época, observar que não houve um renascimento momentâneo da escravidão. O paganismo dos eslavos colocava-os, na visão da religião dominante, além da humanidade: aqueles dentre eles que foram capturados eram vendidos como gado. Além disso, a palavra que na maioria das línguas ocidentais significa escravo (esclave, sklave, slaaf) nada mais é do que o mesmo nome do povo eslavo.

## Império

### Coroação
A ampliação das fronteiras converteu o Reino dos Francos no mais extenso da Europa Ocidental, reconstituindo em parte, antigos limites do Império Romano do Ocidente, o que atendia as concepções ecumênicas do papado. Daí a coroação de Carlos Magno pelo Papa Leão III, como imperador do Novo Império Romano do Ocidente.
Uma nova promessa de eternidade se desenha: graças ao trono de Pedro, o prestígio de Roma não para de crescer aos olhos dos bárbaros, e particularmente dos francos vitoriosos:  quando o Rei quiser restaurar o Império, será em Roma que receberá a Coroa. O império cristão do Ocidente terá então caído nas mãos de um bárbaro; mas esse bárbaro será ele próprio um cristão que restaurará o Império e que todos, no Ocidente,  o terão por herdeiro legítimo das tradições romanas.— (Trecho da Epístola ad Hilarium, de Leôncio de Arles. in: FREITAS, G. de op. cit. p 130)
Expandida através da conquista no leste do Elba e Danúbio, no sul de Benevento e do Ebro, a monarquia franca no final do século VIII, domina quase todo o Ocidente cristão. Os pequenos reinos anglo-saxões e ibéricos, que ela não absorveu, representam uma quantidade insignificante e lhe prestam provas de deferência o que praticamente equivale ao reconhecimento do seu protectorado. Na verdade, o poder de Carlos estende-se a todos os países e todas as pessoas que reconhecem o Papa de Roma, Vigário de Cristo e chefe da Igreja. Fora isso, ou é o mundo bárbaro do paganismo, ou o mundo inimigo do Islão, ou, finalmente, o velho Império Bizantino, cristão, talvez, mas uma ortodoxia muito caprichosa e de mais a mais agrupavam-se em torno do Patriarca de Constantinopla e deixavam o Papa de lado. A própria ideia de império, está presente nas mentes de muitas pessoas no final dos anos de 790, especialmente em Alcuíno.
Desde 792, o império é realmente dirigido por Irene, mãe do imperador Constantino VI, mas em 797, ela assume oficialmente o título de basileu, que na sociedade da época é um pouco incongruente, especialmente porque o seu filho morreu pouco depois de ter sido cegado por ordem de Irene. Os círculos carolíngios acreditam que, sob estas condições, a título imperial bizantino já não é válido.
Segundo Jean Favier, o papa Adriano I, no século VIII, redigiu uma carta para Carlos Magno ao pontuar a aprovação de Deus reinado desse rei. Ou seja, Cristo legitima o reinado de Carlos Magno. Além disso, o papa ainda relaciona o governo de Constantino com o de Carlos Magno ao homologar a cristandade do rei. Apesar das afirmações da Santidade, não foi, nessa circunstância, que haverá a validação do monarca como imperador do ocidente. É válido ressaltar que a ausência do título não influenciará nas políticas adotadas pelo soberano. As medidas adotadas foram influentes nas relações sociais. Posto que, Carlos Magno o encarregado de efetuar a vontade de Cristo. A principal característica do seu governo é ser expansionista, conquistando no século VIII os lombardos e os germanos.
Porém, não há certeza sobre a relação dessa conquista com a iniciação do projeto da conquista da Península Ibérica. Conforme Jérôme Baschet, o governo de Carlos Magno será fundamental para restabelecer a maioria das fronteiras do Império do Ocidente. Pode-se relatar que principal motivo da aliança do Reino Franco com a Igreja seria em função de controlar o poder da instituição e sua área de abrangência. Carlos Magno derrota os lombardos. Segundo Favier, a permanência da Igreja Romana estava ameaçada. Por isso, existiu um plano traçado pelos líderes da igreja católica visando a união entre o reino franco e esta instituição. Carlos Magno forma uma aliança com Papa Adriano I que se fortalecerá com o decorrer dos anos. Esse é um dos principais fatores que favorecem coroação desse rei. A coroação não só é vista como uma restauração do império, mas também como autonomia desse território. Já que, o império do Oriente era o detentor desses reinos. A concepção de restabelecer as antigas fronteiras está relacionada a uma ideia pontifical. A coroação de Carlos Magno beneficiou significativamente a Igreja, em dezembro de 800 d.C., no patrimônio de São Pedro. Os principais objetivos do imperador era combater as heresias e consolidar a hegemonia papal.
Conforme Jean Favier, o papa Leão III não era carismático, porém assumiu o cargo devido à influência dentro do papado. Essa situação desarmoniosa encandeará em um confronto entre a população com os líderes da igreja católica. Contudo, Leão III incitará a repulsa de Pascal, o sobrinho de Adriano I. Visto que, perdeu a função dentro da congregação religiosa. O ofício realizado por Pascal era de mediar o contato com os Francos. Na gestão de Leão III, ele perdeu a ocupação. A consequência dessa ação foi os protestos contra seu regime. Carlos Magno encaminhará um espreitador para saber como estava o governo de Leão III. Quando enviou o Conde Germaire, o pontífice tinha sofrido um atentado. Rumores de que os seus agressores teriam lhe cortado a língua e o cegado, o que revelaria inexato, mas que permitem falar-se de um milagre. Poucos dias depois, ele foi libertado através da intervenção do duque franco Vinigis de Espoleto, que o leva a Espoleto, em seguida, com os missi de Carlos Magno, é organizada uma viagem papal a Paderborn. Os historiadores Jérôme Baschet e Jean Favier relatam a falta de vestígios sobre esse episódio. É evidente que o fato auxiliou a Carlos Magno conquistar a posição de imperador, devido a defesa do patrício na investigação do caso. Com isso, o rei franco era visto como verdadeiro sucessor de Constantino.
Leão III gasta cerca de um mês em Paderborn, encontrando várias vezes Carlos Magno. O conteúdo político das suas discussões é ignorado. Não sabemos, especialmente se a atribuição do título imperial foi discutida. Mas podemos notar que um poema escrito durante esta entrevista, fala sobre Carlos Magno como o Pai da Europa e Aachen como a Terceira Roma. Em qualquer caso, Carlos Magno concorda em ir a Roma para lidar com a disputa entre Leão e os seus oponentes. Parece que Carlos Magno tinha planeado uma viagem a Roma no início de 799, antes da crise, já que numa carta Alcuíno pediu para ser dispensado por motivos de saúde. A viagem é confirmada em Paderborn, mas Carlos Magno não se precipita para Roma. Ele dá tempo para Leão restaurar a sua posição em Roma. Também é possível que lhe pareça aconselhável estar em Roma para o Natal do ano de 800. Leão está de volta a Roma, com um acompanhante e alguns dignitários francos no final de outubro de 799; os missi recebem uma reclamação formal contra ele. Uma comissão reúne-se em Latrão e uma investigação é conduzida. No geral, apesar de tudo, a situação de Leão é quase restaurada.
Carlos Magno passa a primavera e o verão de 800 em viagem na Nêustria, prolonga-se particularmente em Bolonha, que é considerado o problema de defesa costeira, depois em Tours, onde reencontra Alcuíno, mas também Luís da Aquitânia. Depois, então, parte para Itália, uma expedição militar contra o Ducado de Benevento também está sendo considerada. O cortejo para em Ravena: Pepino é enviado contra Benevento, enquanto Carlos Magno parte para Roma. Ele chega aos arredores de Roma, a 23 de novembro. De acordo com o protocolo bizantino, o basileu, se viesse a Roma, devia ser saudado pelo próprio papa, a seis mil quilómetros de Roma. Por isso, é significativo que Carlos Magno, único rei dos Francos e dos Lombardos, seja acolhido pelo papa a 12 milhas, em Mentana. Carlos Magno vence Roma, no dia 24, e estabelece-se no Vaticano, fora dos muros da cidade.
Após uma semana de cerimónias religiosas e Laudes, Carlos Magno decidiu fazer um julgamento de Leão III e, ao mesmo tempo, aos conspiradores de 799. Uma assembleia de prelados francos e romanos, presidida por Carlos Magno, foi realizada em Saint-Pierreː durou até 23 de dezembro. Os responsáveis pelo ataque, na presença de Carlos Magno, renunciaram a acusar o papa, e cada um tentou culpar os outros. Eles foram condenados à morte, a sentença foi de seguida convertida em banimento. Quanto a Leão III, na ausência de acusadores, Carlos Magno poderia parar por aí. Mas ele impôs-lhe um processo de julgamento por juramento purgatório, um processo germânico.
O juramento a 23 de dezembro: Leão jura que não cometeu nenhum dos crimes de que é acusado. De seguida, a reunião levantou a questão da adesão de Carlos Magno ao título imperial. Os argumentos utilizados, provavelmente pelos prelados a seguir a Carlos Magno, preocupados com a vaga no trono de Constantinopla e o fato de que Carlos Magno tem sob seu controle as antigas residências imperiais do Ocidente, incluindo Roma, mas também Ravena, Milão, Tréveris. A assembleia saúda estes argumentos e Carlos Magno aceita a honra que lhe é oferecida. Estava previsto que uma cerimónia aconteceria a 25 de dezembro, por ocasião da missa de Natal, que normalmente ocorre em São João de Latrão, mas desta vez será realizada na Basílica de São Pedro.
A 25 de dezembro de 800, durante a missa de Natal em Roma, o papa Leão III coroou Carlos Magno como imperador do Ocidente, título em desuso no ocidente desde a abdicação de Rómulo Augusto em 476 (aproveitando o facto de então reinar no Oriente uma mulher, a imperatriz Irene de Atenas, o que era considerado um vazio de poder significativo). O evento realizado, que conta com a presença de líderes políticos e autoridades eclesiásticas se deu da seguinte maneira: Durante a missa o pontífice se aproximou de Carlos, trazendo nas mãos o diadema imperial, para em seguida o coroar como Imperador do Sacro Império Romano. No qual, segundo o autor Jean Favier, o papa se pronuncia e realiza a aclamação inspirada nas Laudes: "A Carlos, Augusto, coroado por Deus poderoso e pacífico imperador, vida e vitória!" Depois da aclamação o que se tem são aplausos e ninguém se encontra surpreso. Logo, é notório que as aclamações que se seguem à coroação remetem a adesão do povo a uma escolha já firmada pelo diálogo entre o rei e o concílio e já expresso na simbologia do diadema.
Ele mostra-se irritado dos seus ritos de coroação serem revertidos a favor do Papa. De fato, este último retira-lhe de repente a coroa sobre a cabeça enquanto ele reza, e só então o faz aclamar e se ajoelha diante dele. Uma maneira de dizer que é ele, o papa, que faz o imperador - o que antecipa as muitas querelas dos séculos seguintes entre a Igreja e o império. De acordo com Eginardo, biógrafo de Carlos Magno, o imperador ficou furioso fora da cerimônia: ele teria preferido que se seguisse o ritual bizantino, ou seja, aclamação, coroação e, finalmente, a adoração - ou seja, de acordo com os Anais Reais, o ritual de prosquínese (prostração), o papa ajoelha-se diante do Imperador. É de lembrar este episódio com que Napoleão se preocupa, mil anos mais tarde, na sua coroação na presença do Papa, em que coloca em si mesmo a coroa na cabeça.
Em 813, Carlos Magno tinha mudado a favor de seu filho Luís, o Piedoso, a cerimónia que o tinha ferido: a coroa foi colocada sobre o altar e Luís colocou-a na sua cabeça, sem a intervenção do papa. Esta inovação, que mais tarde desapareceu, não alterou o caráter do império. Voluntária ou involuntariamente, ele permaneceu uma criação da Igreja, algo de fora e acima do monarca e da dinastia. Era em Roma que era a origem e era o papa o único disponível como sucessor e representante de São Pedro. Assim como ele detém a sua autoridade do apóstolo, é em nome do apóstolo que ele confere o poder imperial. Ainda que o título o ajudasse a afirmar a sua independência em relação a Constantinopla, Carlos Magno apenas o usou bastante mais tarde, já que receava ficar dependente, por outro lado, do poder papal.
Mas o Império Bizantino se recusa a reconhecer a coroação imperial de Carlos Magno, veem-na como uma usurpação. Carlos e os seus conselheiros argumentam que o Império do Oriente depois de ter caído nas mãos de uma mulher, a Imperatriz Irene de Bizâncio, isso equivale a uma inativação pura e simples do título imperial, o que não pode ser assumida por um homem. Irene procura a paz com os francos, mas a coroação de Carlos Magno como imperador romano é vista em Constantinopla como um acto de rebeldia. No outono de 801, ela propõe a Carlos Magno um projecto de união conjugal para reunificar o Império Romano mas a aristocracia bizantina, hostil a Irene, vê neste projecto um ato de sacrilégio, e organiza um golpe de Estado, em outubro de 802 contra a imperatriz. Com o tratado de paz de Aachen, em 812, o imperador do Oriente Miguel I Rangabe dignou adornar Carlos Magno com o título de Imperador, mas usando fórmulas desviadas evitando pronunciar-se sobre a legitimidade do título, tal como "Carlos, Rei dos Francos (...), chamado a si imperador." É o imperador bizantino Leão V, o Arménio que realmente aceita reconhecer-lhe o título de Imperador do Ocidente em 813.
Carlos Magno considera que a dignidade imperial não lhe é conferida como título pessoal, por seus feitos, e não se espera que seja seu título que lhe faça sobreviver. Nos seus actos, o título soberano de "imperador governante do Império Romano, rei dos Francos e Lombardos" (Karolus serenissimus augustus, a Deo coronatus, magnus et pacificus imperator Romanum gubernans Imperium, qui et per misericordiam Dei rex Francorum e Langobardorum). No seu testamento, no ano de 806], ele dividiu o império entre seus filhos, de acordo com o costume franco, e não faz nenhuma menção à dignidade de imperador. Só em 813, quando tem apenas um filho sobrevivente, o futuro Luís, o Piedoso, é que Carlos Magno decide no seu testamento a manutenção de todo o império e o título imperial. De acordo com os estudiosos da época, como Alcuíno, o príncipe ideal deve ter um propósito religioso, e lutar contra os hereges e pagãos, inclusive através das fronteiras. Mas também deve ter um propósito político: não só contentar-se com a dignidade real, tornar-se imperador do Ocidente. Leão III vai nessa direcção, mas para ele prevalece o poder espiritual sobre o poder temporal, o que explica a organização na coroação de Carlos Magno. Com esta coroação, Carlos Magno é agora apresentado como um "novo David", um Christus Domini (um "rei-sacerdote").

### Morte
O seu filho Pepino da Itália morreu em 810 e o mais jovem Carlos em 811. Em 813, ele foi apanhado, por cinco concílios provinciais, numa série de disposições relativas à organização do Império. Eles foram ratificados no mesmo ano por uma assembleia geral convocada em Aachen, na qual ele teve a precaução de colocar ele mesmo a coroa imperial na cabeça de Luís, o único sobrevivente dos seus filhos. Carlos Magno morreu a 28 de janeiro de 814 em Aachen, de uma doença aguda que parece ter sido uma pneumonia.
Segundo Éginhardo, Carlos Magno não teria deixado nenhuma indicação relativa ao seu funeral, após as cerimónias fúnebres simples na Catedral de Aachen (embalsamamento e sepultamento antes da cerimónia durante a qual uma "efígie viva" provavelmente colocada em seu caixão para o representar), ele foi enterrado numa cova no mesmo dia sob o pavimento da Capela Palatina. O monge Adémar de Chabannes, na sua Chronicon, crónica escrita entre 1024 e 1029, torna este funeral mais faustoso, criando o mito de um Otão III, que encontrou uma adega abobadada na qual o Imperador "com a barba que flui" está sentado num banco de ouro, revestido com as suas insígnias imperiais, cingindo a sua espada de ouro, com as mãos um Evangelho de ouro, e sobre a sua cabeça uma coroa com um pedaço da Cruz Verdadeira. Em 1166, Frederico Barba Ruiva, depois de obter a canonização de Carlos Magno, faz abrir o túmulo para depositar os seus restos mortais num sarcófago de mármore onde diz "sarcófago de Proserpina", a 27 de julho de 1215 Frederico II começa um segundo translatio num sarcófago de ouro e em prata. Segundo a lenda, durante a exumação, foi encontrado pendurado no pescoço de Carlos Magno o talismã, que ele sempre usava.
Após a sua morte em 814, o seu vasto império é delimitado a oeste pelo oceano Atlântico (excepto a Bretanha), a sul pelo rio Ebro, na Península Ibérica, pelo Volturno, em Itália; a leste pela Saxónia, o Rio Tisza, no sopé dos Cárpatos e o Oder; a norte com o mar Báltico, o rio Eider, mar do Norte e o canal da Mancha.

## Governo
Numa observação mais de perto, vê-se que o reinado de Carlos Magno não é apenas a continuação e como um prolongamento do reino de seu pai Pepino, o Breve. Sem originalidade lá aparece: aliança com a Igreja, luta contra os pagãos, lombardos e os muçulmanos, transformações governamentais, preocupação em despertar de seus estudos de descanso, tudo isso já germina em Pepino. Como todos os grandes agitadores da história, Carlos não fez mais do que ativar a evolução das necessidades sociais e políticas impostas no seu tempo. O seu papel encaixa-se tão completamente com as novas tendências de seu tempo, que ele parece ser o instrumento e é muito difícil distinguir no seu trabalho o que é pessoal do que é o jogo de circunstâncias.

### Administração
Reduzindo os recursos das áreas privadas, o Imperador não poderia atender às necessidades de uma administração digna desse nome. Na falta de dinheiro, o Estado é obrigado a usar os serviços gratuitos da aristocracia, cujo poder não pode crescer se o Estado estiver enfraquecido. Para evitar este perigo, no final do século VIII, um juramento especial de fidelidade, semelhante à dos vassalos, é exigido aos condes no momento da sua entrada no suporte. Mas a cura é pior do que a doença. De fato, o vínculo de vassalagem, que liga o empregado à pessoa do soberano, enfraquece ou até mesmo cancela a natureza pública do oficial. Faz com que ele, além disso, considere a sua função como um feudo, ou seja, como um bem em que ele desfruta e não como um poder delegado pela Coroa e exercido em seu nome.
O Império passou a ser administrado pelos Condes, Duques e Marqueses. O Conde era responsável pela cobrança de impostos e multas e também de cumprir as leis. Para os Duques foi designada a tarefa da formação militar. Os Marqueses cuidavam das fronteiras das regiões. Em cada um desses distritos, dois enviados imperiais, emissários, seculares e eclesiásticos, ficavam responsáveis por monitorar os funcionários, observando os abusos, entrevistar as pessoas e realizar um relatório anual sobre a sua missão; eram os Missi Dominici. Nada mais benéfico que uma instituição deste tipo, no entanto, desde que esta tenha o poder de sancionar. Agora, ela não tem nenhum porque os funcionários são praticamente inamovíveis. É descoberto este vazio pelos Missi Dominici que conseguiram endireitar as falhas que eles tinham por toda a parte; a realidade era mais forte do que a boa vontade do imperador.
Espelhando-se em Constantino, Carlos Magno cria uma série de medidas (Capitular geral). Faz a revisão sistemática das leis (Capitulares) nacionais, uma vez que lhes garante gozar plenamente de seus direitos como Imperador e não mais como um rei. Faz também reformas de cunho moral tanto para a Igreja quanto para os homens, na qual, essas reformas eram acompanhadas de uma enorme repressão e severidade para aqueles que não as seguissem. Para Carlos Magno, Constantino continua sendo o modelo de imperador ideal. Observa-se também um grande comércio dos povos vizinhos ao Império (muçulmanos, escandinavos) o que deu início a uma reorganização monetária, deixando de lado o ouro e passando a cunhar moedas de prata.
Em 802, numa assembleia em Aix, depois de uma longa conversa com seus conselheiros, ele criou um programa de governo que incluía a reforma da Igreja e também do Estado. Quatro anos depois, em 806, temendo haver guerra entre seus filhos depois que ele morresse, Carlos Magno faz a partilha dos territórios do império (Divisio regnorum) entre seus herdeiros. Essa Ordinatio regni (As indicações do reino) deveria evitar o esfacelamento da unidade imperial, uma vez que não iria dividir em reinos independentes, mas sim, criar governos locais regidos por seus filhos; parecido com a reforma empreendida pelo Diocleciano no século IV. “É-nos um pouco difícil compreender essa construção política (...) trata-se agora de um reino em três reinos”.
Outra grande reforma administrativa feita por Carlos Magno, diz respeito à criação de uma sede fixa que viria a substituir os palácios de Pepino em Attigny e Paderborn. O Imperador fez de Aix a capital do império e, mais que uma transferência de sede, ele criou uma conjuntura política favorável parar reger o império. A aristocracia local estabeleceu-se em volta. Ou seja, ele não precisaria mais fazer longas e cansativas viagens quando fosse necessário. Outro feito importante desse imperador foi a criação de um espaço destinado a um centro de estudo. De início, esses centros eram reservados em catedrais e monastérios e com um objetivo bem explícito: difundir a literatura cristã.
Os capítulos, que constituem a maior parte do trabalho legislativo de Carlos Magno que chegaram até nós, são as diretrizes desenvolvidas na corte durante os grandes encontros chamados de plaid. Tomando como modelo as decisões proferidas pelos conselhos, eles formulam ensaios de reformas, tentativas de melhoraria, ou inclinações para inovar em todas as áreas da vida civil ou administração. Assim, Carlos Magno introduziu na corte do palácio, em vez do procedimento formal do direito germânico, o procedimento para a investigação que ele emprestou aos tribunais eclesiásticos.
Para a maioria, no entanto, os conteúdos dos capítulos indicam sobretudo um programa de reformas eficazes e inúmeras decisões que ficaram longe de serem todas feitas. Aquelas que determinavam, por exemplo, a imposição de cortes vereadoras estavam longe de ter penetrado em todas as partes do Império. As forças da monarquia não foram à altura das suas intenções. O pessoal de que se dispunha era insuficiente e, mais importante, estava em poder da aristocracia um limite que não se poderia atravessar ou suprimir.[3]

### Relações diplomáticas
Estas relações levantam a questão de "Relações com o Islão"; parece que, de fato, os francos, mesmo clérigos, não percebiam nesta época os muçulmanos do ponto de vista religioso. O Islão é muito conhecido e mais ou menos equiparado ao paganismo. Enquanto existe uma tensão entre os francos e do Emirado de Córdova, que controla a Península Ibérica e realiza os ataques contra Aquitânia, Carlos Magno tem boas relações com o califa abássida de Bagdá, Harune Arraxide, seu aliado de fato contra o emirado, mas também contra o Império Bizantino. Note-se que os Anais chamam Harune Arraxide, e às vezes o apresentam como "rei dos persas." Uma primeira embaixada é enviada por Carlos Magno em 797, a propósito do acesso aos lugares santos de Jerusalém.
Harune responde com uma embaixada que chegou a Itália em 801, portanto, por uma feliz coincidência, logo após a coroação imperial, com notáveis presentes: entre outros, um elefante branco chamado Abul-Abbas, que acompanhou Carlos Magno até à sua morte em 810. O califa também garante a plena liberdade aos peregrinos cristãos. Outra embaixada de Harune ocorre em 806, desta vez com um relógio hidráulico.

### Política religiosa
Carlos Magno assume o poder dos Francos. O seu governo será fundamental em relação à união da Igreja e a monarquia Franca. A principal característica do seu governo é ser expansionista, conquistando no século VIII os lombardos e os germanos. É válido ressaltar que não há certeza sobre a relação dessa conquista com a iniciação do projeto da conquista da Península Ibérica. Apesar dessa situação duvidosa, Jérôme Baschet afirma que o governo de Carlos Magno será fundamental para restabelecer a maioria das fronteiras do Império do Ocidente. Pode-se relatar que principal motivo da aliança do Reino Franco com a Igreja seria em função de controlar o poder da instituição e sua área de abrangência.
O ano 800 d.C. será o ápice dessa aliança. Já que, vai legitimar Carlos Magno como imperador do Ocidente. Pode-se relatar que principal motivo da aliança do Reino Franco com a Igreja seria em função de controlar o poder da instituição e sua área de abrangência. Além de ser uma das razões do rompimento com o bispo de Constantinopla. O historiador argumenta que a ruptura só foi possível pelo enfraquecimento de Constantinopla devido a coação muçulmana e ao conflito das questões iconoclastas. Os motivos do enfraquecimento do império do Oriente estão relacionados nas questões religiosas e nas questões políticas. O historiador Paul Lemerle expõe que as causas religiosas estão associadas a necessidade da religião de se purificar. Posto que, o paganismo estava vinculado ao culto das imagens. Em relação, aos fatores políticos, se relacionam com o modo de evitar que o Islamismo fascinasse o império. Com a ocupação de Irene a posição de imperatriz regente, o caos piorou. Uma vez que, a imperatriz incluía nas suas normas o restabelecimento do culto as imagens.
Em paralelo a essa situação, o império bizantino não reconhecia Carlos Magno como imperador e, por outro lado, o mesmo não reconhecia o governo ocupado por uma mulher. Como forma de resolver esse caso, a volta da união dos impérios era uma proposta citada. Isso se daria por meio de um matrimônio. Contudo, esse acordo não pode ser firmado, devido a conspiração que destronou a imperatriz Irene e colocou Nicéforo na posição. É válido ressaltar que Carlos Magno tem desempenhado um papel importante no funcionamento da Igreja Católica. As suas principais ações foi o atendimento das necessidades papal, como a difusão dos mosteiros, e o dízimo obrigatório.

### Política econômica
Com a unidade imperial estabelecida, acontece uma elevação dos níveis de desenvolvimento e um grande salto demográfico. Em detrimento desse salto, observa-se a volta de um grande comércio dentro e fora do império. Grandes mercadores voltam a adentrar no território para abastecer as cortes imperiais com produtos provenientes do Oriente. Por conta desse fluxo comercial, o imperador é obrigado a fazer uma reorganização na moeda. Carlos Magno renuncia à cunhagem de moedas de ouro e passa para um sistema de cunhagem de moedas de prata; uma vez que, era um metal em maior número e mais adaptado às trocas.
“A libra de prata é, então, fixada em 491 gramas (50% a mais que na Antiguidade), com sua divisão em vinte soldos de doze denários cada um, que serão a base da organização monetária durante toda a Idade Média.” O relatório que fixa as moedas permaneceu em uso em toda a Europa continental até à adopção do sistema métrico e na Grã-Bretanha até 1971, a unidade é a libra (até 1971 dividida em vinte shillings, cada um com doze pênis). Só o dinheiro é moeda real: a moeda e a libra são utilizadas apenas como moeda de conta, e seria assim até às reformas monetárias do século XII. O dinheiro de prata, a moeda única do Império Carolíngio, é o modelo direto ou indireto de cunhagem ocidental produzido a partir do nono para o décimo terceiro século.
Continuando as reformas iniciadas pelo seu pai, Carlos Magno avançou com um sistema monetário baseado no soldo de ouro - procedimento seguido também pelo rei Offa de Mércia. Instituiu um novo padrão monetário a partir de unidades de medida como a libra e o próprio soldo que eram, até à data, apenas unidades de medida (apenas o dinheiro se manteve como uma das moedas do seu domínio). Note-se que o sistema monetário inglês antes da decimalização tem semelhanças com este: efetivamente, a libra inglesa (pound) valia 20 xelins (analogamente aos sólidos de Carlos Magno). Carlos Magno aplicou este sistema a uma grande parte do continente europeu, enquanto o padrão de Offa foi voluntariamente adaptado pela maior parte do território inglês.
O que restou do imposto romano desapareceu no final da época merovíngia ou transformou-se em direitos usurpados pelos grandes. Duas fontes ainda alimentam o tesouro imperial: uma intermitente e imprevisível: os despojos de guerra; outra permanente e regular: as áreas de renda pertencentes à dinastia. Esta última apenas é susceptível de proporcionar as necessidades atuais. Carlos ocupou-se cuidadosamente e o Capitulaire De Villis prova pelas minúcias de detalhes, a importância que dava à boa administração da sua propriedade. Mas o que lhe trouxeram, eram prestações em espécie, apenas o suficiente para abastecer o Tribunal. Na verdade, o Império Carolíngio não tem as finanças públicas e basta observar este fato para apreciar como a sua organização é rudimentar quando comparada com a do Império Bizantino e do Califado Abássida com os seus impostos levantados em dinheiro, o seu controle financeiro e a sua centralização fiscal que prevê os salários dos funcionários, obras públicas, a manutenção do exército e da marinha.
A partir de 800, as campanhas militares tornam-se mais raras e o modelo económico franco baseado na guerra deixa de ser viável. É baseado em mão-de-obra alternativamente combatente ou servil onde a agricultura ainda é largamente inspirada no modelo do antigo escravo. Mas estes escravos têm baixa produtividade, não só porque eles não estão interessados nos resultados do seu trabalho, mas porque são caros na época. Em tempos de paz, muitos homens livres que optam por depor as armas para trabalhar a terra, tornam-na mais rentável. Eles confiam a sua segurança a um protector contra as tropas de reabastecimento ou de sua casa. Alguns conseguem manter a sua independência, mas a maioria cede as suas terras ao protector, e tornam-se exploradores de manso, por conta deste último. Por outro lado, os escravos são emancipados a servos, dependentes de um senhor a quem pagam uma taxa e se tornam mais rentáveis. Esta evolução é ainda melhor porque a Igreja condena a escravidão entre os cristãos. A diferença entre camponeses livres e aqueles que não o são atenua-se.

### Reformas educacionais
Parte do sucesso de Carlos Magno como guerreiro, administrador e governante pode ser atribuído à sua admiração pelo aprendizado e educação. Seu reinado é muitas vezes referido como o Renascimento carolíngio por causa do florescimento de erudição, literatura, arte e arquitetura que o caracterizaram. Carlos Magno entrou em contato com a cultura e o saber de outros países (especialmente a Espanha moura, a Inglaterra anglo-saxã e a Itália lombarda) devido às suas vastas conquistas. Ele aumentou muito a oferta de escolas monásticas e scriptoria (centros de cópia de livros) na Frância. Carlos Magno era um amante de livros e acredita-se que apreciava obras de Agostinho de Hipona. Sua corte desempenhou um papel fundamental na produção de livros que ensinavam latim elementar e diferentes aspectos da Igreja Católica. Também desempenhou um papel na criação de uma biblioteca real que continha obras aprofundadas sobre linguagem e fé cristã.
Carlos Magno encorajou os clérigos a traduzir credos e orações cristãs em seus respectivos vernáculos, bem como ensinar gramática e música. Devido ao crescente interesse por atividades intelectuais e à insistência de seu rei, os monges realizaram tantas cópias que quase todos os manuscritos daquela época foram preservados. Ao mesmo tempo, por insistência de seu rei, os estudiosos estavam produzindo livros mais seculares sobre muitos assuntos, incluindo história, poesia, arte, música, direito, teologia, etc. Devido ao aumento do número de títulos, as bibliotecas particulares floresceram. Estas eram apoiadas principalmente por aristocratas e clérigos que podiam se dar ao luxo de sustentá-las. Na corte de Carlos Magno, uma biblioteca foi fundada e vários exemplares de livros foram produzidos. A produção de livros foi concluída lentamente à mão e ocorreu principalmente em grandes bibliotecas monásticas. Os livros eram tão procurados durante a época de Carlos Magno que essas bibliotecas emprestavam alguns livros, mas apenas se o mutuário oferecesse garantias valiosas em troca.
A maioria das obras sobreviventes do latim clássico foram copiadas e preservadas por estudiosos carolíngios. De fato, os primeiros manuscritos disponíveis para muitos textos antigos são carolíngios. É quase certo que um texto que sobreviveu à era carolíngia ainda sobrevive. A natureza pan-europeia da influência de Carlos Magno é indicada pelas origens de muitos dos homens que trabalharam para ele: Alcuíno, um anglo-saxão de Iorque; Teodulfo, um visigodo, provavelmente da Septimânia; Paulo, o Diácono, um lombardo; os italianos Pedro de Pisa e Paulino de Aquileia; e os francos Angilberto e Eginhardo. Carlos Magno promovia as artes liberais na corte, ordenando que seus filhos e netos fossem bem educados e até mesmo estudando (numa época em que mesmo os líderes que promoviam a educação não eram educados) sob a tutela de Pedro de Pisa, de quem aprendeu gramática; Alcuíno, com quem estudou retórica, dialética (lógica) e astronomia (interessou-se particularmente pelos movimentos dos astros); e Eginhardo, que o ensinou em aritmética.
Seu grande fracasso acadêmico, como relata Eginhardo, foi sua incapacidade de escrever: quando na velhice tentou aprender — praticando a formação de letras em sua cama durante seu tempo livre em livros e tábuas de cera que escondia debaixo do travesseiro — "seu esforço veio tarde demais na vida e alcançou pouco sucesso" e sua capacidade de ler — sobre a qual Eginhardo não fala e que nenhuma fonte contemporânea apóia — também foi questionada.

## Impacto cultural

### Idade Média
Carlos Magno foi um cavaleiro modelo como um dos Nove Dignos que desfrutou de um importante legado na cultura europeia. Um dos grandes ciclos literários medievais, o ciclo de Carlos Magno ou a Matéria da França, centra-se em seus feitos – o imperador com a famosa barba esvoaçante de Rolando – e seu comandante histórico da fronteira com a Bretanha, Rolando e os doze paladinos. Estes são análogos e inspirados no mito dos Cavaleiros da Távola Redonda da corte do Rei Arthur.
No século XII, Geoffrey de Monmouth baseou suas histórias de Arthur em grande parte nas histórias de Carlos Magno. Durante a Guerra dos Cem Anos no século XIV, houve considerável conflito cultural na Inglaterra, onde os governantes normandos estavam cientes de suas raízes francesas e se identificavam com Carlos Magno, os nativos anglo-saxões sentiam mais afinidade por Arthur, cujas próprias lendas eram relativamente primitivas. Portanto, os contadores de histórias na Inglaterra adaptaram as lendas de Carlos Magno e seus 12 Pares aos contos arturianos.
Na Divina Comédia, o espírito de Carlos Magno aparece a Dante no Esfera de Marte, entre os outros "guerreiros da fé".

### Século XIX
Os capitulares de Carlos Magno foram citados pelo Papa Bento XIV em sua constituição apostólica 'Providas' contra a maçonaria: "Pois de modo algum podemos entender como eles podem ser fiéis a nós, que se mostraram infiéis a Deus e desobedientes a seus sacerdotes".
Carlos Magno aparece em Adelchi, a segunda tragédia do escritor italiano Alessandro Manzoni, publicada pela primeira vez em 1822.
Em 1867, uma estátua equestre de Carlos Magno foi feita por Louis Jehotte e foi inaugurada em 1868 no Boulevard d'Avroy em Liège. Nos nichos do pedestal neo-romano estão seis estátuas dos ancestrais de Carlos Magno (Sainte Begge, Pépin de Herstal, Charles Martel, Bertrude, Pépin de Landen e Pépin le Bref).
Um dos frisos da Suprema Corte dos Estados Unidos retrata Carlos Magno como um reformador legal.

### Século XX
A cidade de Aachen tem, desde 1949, concedido um prêmio internacional (chamado Karlspreis der Stadt Aachen) em homenagem a Carlos Magno. É concedido anualmente a "personagens de mérito que promoveram a ideia de unidade ocidental por seus esforços políticos, econômicos e literários".
Em seu hino nacional, "El Gran Carlemany", o microestado de Andorra credita a Carlos Magno sua independência.
Em 1964, a jovem cantora francesa France Gall lançou o hit "Sacré Charlemagne", em que a letra culpa o grande rei por impor o fardo da educação obrigatória às crianças francesas.
Carlos Magno é citado pelo Dr. Henry Jones, Sr. em Indiana Jones and the Last Crusade. Depois de usar seu guarda-chuva para induzir um bando de gaivotas a esmagar o vidro da cabine de um caça alemão perseguidor, Henry Jones comenta: "De repente, lembrei-me de meu Carlos Magno: 'Que meus exércitos sejam as rochas e as árvores e os pássaros no céu.'" Apesar da popularidade da citação desde o filme, não há evidências de que Carlos Magno realmente tenha dito isso.

### Século XXI
Um episódio de 2010 do programa britânico QI discutiu a matemática completada por Mark Humphrys que calculou que todos os europeus modernos são altamente propensos a compartilhar Carlos Magno como um ancestral comum (ver: ancestral comum mais recente).
A revista britânica The Economist apresentou uma coluna semanal intitulada "Charlemagne", focando em geral nos assuntos europeus e, mais usual e especificamente, na União Europeia e sua política.
O álbum conceitual de metal sinfônico Charlemagne: By the Sword and the Cross do ator e cantor Christopher Lee e seu acompanhamento de heavy metal Charlemagne: The Omens of Death apresentam os eventos da vida de Carlos Magno.
Em abril de 2014, por ocasião do 1 200º aniversário da morte de Carlos Magno, a arte pública Mein Karl de Ottmar Hörl em Katschhof foi instalada entre a prefeitura e a Catedral de Aachen, exibindo 500 estátuas de Carlos Magno.
Carlos Magno aparece como um personagem jogável na expansão Charlemagne de 2014 para o grande videogame de estratégia Crusader Kings II.
No videogame de 2018 Fate/Extella Link, Carlos Magno aparece como um Heroic Spirit separado em dois Saint Graphs: o herói aventureiro Carlos Magno, que encarna o aspecto de fantasia como líder dos Doze Paladinos, e o vilão Karl de Große, que encarna o aspecto histórico como Sacro Imperador Romano.
Na série de videogames de estratégia Sid Meier's Civilization, Carlos Magno já teve diversas aparições durante a franquia, especialmente como um líder jogável em Civilization IV sendo o líder do Sacro Império Romano e mais recentemente em Civilization VII.